# Фальшивая
Фальшивая — река на полуострове Камчатка в России.
Длина реки — 31 км. Протекает по территории Елизовского района Камчатского края. Впадает в Тихий океан (бухта Фальшивая).
Река названа в XIX веке по бухте, в которую она впадает — низменная долина реки с моря очень похожа на обширный залив, на самом деле там очень небольшая бухта.

## Данные водного реестра
По данным государственного водного реестра России относится к Анадыро-Колымскому бассейновому округу.
Код объекта в государственном водном реестре — 19070000212120000023473.